# Damernas lagmångkamp i gymnastik vid olympiska sommarspelen 1976
Damernas lagmångkamp i gymnastik vid olympiska sommarspelen 1976 avgjordes den 18-19 juli i Montreal Forum.

## Medaljörer
| Gren                 | Guld                                                                                                   | Silver | Brons                                                                                                  |
| Damernas lagmångkamp | Sovjetunionen Maria Filatova Svetlana Grozdova Nellie Kim Olga Korbut Elvira Saadi Ludmila Touristjeva | Rumänien Nadia Comăneci Mariana Constantin Georgeta Gabor Anca Grigoraș Gabriela Trușcă Teodora Ungureanu | Östtyskland Carola Dombeck Gitta Escher Kerstin Gerschau Angelika Hellmann Marion Kische Steffi Kraker |

## Resultat

### Lagtävling
| Placering | Lag / tävlande          | Hopp  | Hopp  | Barr  | Barr  | Bom   | Bom   | Fristående | Fristående | Totalt | Totalt | Poäng  |
| Placering | Lag / tävlande          | C     | O     | C     | O     | C     | O     | C          | O          | C      | O      | Poäng  |
| --------- | ----------------------- | ----- | ----- | ----- | ----- | ----- | ----- | ---------- | ---------- | ------ | ------ | ------ |
| 1         | USSR                    | 48.70 | 49.00 | 48.85 | 49.00 | 47.95 | 48.95 | 48.70      | 49.20      | 194.20 | 196.15 | 390.35 |
| 1         | 87 Maria Filatova       | 9.65  | 9.90  | 9.50  | 9.60  | 9.30  | 9.75  | 9.50       | 9.85       | 37.95  | 39.10  | 77.05  |
| 1         | 89 Svetlana Grozdova    | 9.50  | 9.50  | 9.70  | 9.75  | 9.80  | 9.20  | 9.80       | 9.80       | 38.80  | 38.25  | 77.05  |
| 1         | 90 Nellie Kim           | 9.80  | 9.90  | 9.80  | 9.85  | 9.40  | 9.80  | 9.80       | 9.90       | 38.80  | 39.45  | 78.25  |
| 1         | 91 Olga Korbut          | 9.75  | 9.70  | 9.90  | 9.90  | 9.80  | 9.85  | 9.35       | 9.70       | 38.80  | 39.15  | 77.95  |
| 1         | 92 Elvira Saadi         | 9.70  | 9.70  | 9.70  | 9.70  | 9.55  | 9.70  | 9.70       | 9.70       | 38.65  | 38.80  | 77.45  |
| 1         | 93 Ludmilla Tourischeva | 9.80  | 9.80  | 9.75  | 9.80  | 9.40  | 9.85  | 9.90       | 9.95       | 38.85  | 39.40  | 78.25  |
| 2         | Rumänien                | 47.95 | 48.05 | 49.15 | 49.35 | 48.05 | 48.80 | 47.55      | 48.25      | 192.70 | 194.45 | 387.15 |
| 2         | 73 Nadia Comăneci       | 9.70  | 9.85  | 10.00 | 10.00 | 9.90  | 10.00 | 9.75       | 9.85       | 39.35  | 39.70  | 79.05  |
| 2         | 74 Mariana Constantin   | 9.50  | 9.65  | 9.85  | 9.85  | 9.45  | 9.60  | 9.35       | 9.50       | 38.15  | 38.60  | 76.75  |
| 2         | 75 Georgeta Gabor       | 9.30  | 9.35  | 9.50  | 9.60  | 9.35  | 9.55  | 9.45       | 9.60       | 37.60  | 38.10  | 75.70  |
| 2         | 76 Anca Grigoraș        | 9.45  | 9.50  | 9.65  | 9.75  | 9.60  | 9.75  | 9.45       | 9.55       | 38.15  | 38.55  | 76.70  |
| 2         | 78 Gabriela Trușcă      | 9.65  | 9.25  | 9.75  | 9.85  | 9.30  | 9.60  | 9.30       | 9.40       | 38.00  | 38.10  | 76.10  |
| 2         | 79 Teodora Ungureanu    | 9.65  | 9.70  | 9.90  | 9.90  | 9.75  | 9.85  | 9.55       | 9.75       | 38.85  | 39.20  | 78.05  |
| 3         | GDR                     | 47.95 | 48.75 | 48.70 | 49.10 | 47.10 | 47.30 | 47.85      | 48.35      | 191.60 | 193.50 | 385.10 |
| 3         | 28 Carola Dombeck       | 9.60  | 9.90  | 9.50  | 9.55  | 9.30  | 8.10  | 9.40       | 9.55       | 37.80  | 37.10  | 74.90  |
| 3         | 29 Gitta Escher         | 9.70  | 9.80  | 9.75  | 9.80  | 9.50  | 9.65  | 9.70       | 9.70       | 38.65  | 38.95  | 77.60  |
| 3         | 30 Kerstin Gerschau     | 9.55  | 9.60  | 9.80  | 9.85  | 9.40  | 9.60  | 9.50       | 9.70       | 38.25  | 38.75  | 77.00  |
| 3         | 31 Angelika Hellmann    | 9.50  | 9.60  | 9.60  | 9.80  | 9.50  | 9.60  | 9.60       | 9.70       | 38.20  | 38.70  | 76.90  |
| 3         | 32 Marion Kische        | 9.45  | 9.70  | 9.90  | 9.90  | 9.40  | 9.50  | 9.65       | 9.70       | 38.40  | 38.80  | 77.20  |
| 3         | 33 Steffi Kraker        | 9.60  | 9.75  | 9.65  | 9.75  | 9.30  | 8.95  | 9.35       | 9.35       | 37.90  | 37.80  | 75.70  |

### Mångkamp
| Rank | Athlete                       | VT    | UB    | BB    | FX   | Final | Prelim. | Total  |
| ---- | ----------------------------- | ----- | ----- | ----- | ---- | ----- | ------- | ------ |
| 1    | 73 Nadia Comăneci (ROM)       | 9.85  | 10.00 | 10.00 | 9.90 | 39.75 | 39.525  | 79.275 |
| 2    | 90 Nellie Kim (URS)           | 10.00 | 9.90  | 9.70  | 9.95 | 39.55 | 39.125  | 78.675 |
| 3    | 93 Ludmilla Tourischeva (URS) | 9.95  | 9.80  | 9.85  | 9.90 | 39.50 | 39.125  | 78.625 |
| 4    | 79 Teodora Ungureanu (ROM)    | 9.75  | 9.90  | 9.90  | 9.80 | 39.35 | 39.025  | 78.375 |
| 5    | 91 Olga Korbut (URS)          | 9.80  | 9.90  | 9.50  | 9.85 | 39.05 | 38.975  | 78.025 |
| 6    | 29 Gitta Escher (GDR)         | 9.90  | 9.85  | 9.55  | 9.65 | 38.95 | 38.800  | 77.750 |

### Hopp
| Placering | Idrottare                     | C    | O    | Kval  | 1st VT | 2nd VT | Final | Totalt |
| --------- | ----------------------------- | ---- | ---- | ----- | ------ | ------ | ----- | ------ |
| 1         | 90 Nellie Kim (URS)           | 9.80 | 9.90 | 9.850 | 9.95   | 9.70   | 9.95  | 19.800 |
| 2         | 93 Ludmilla Tourischeva (URS) | 9.80 | 9.80 | 9.800 | 9.85   | 9.70   | 9.85  | 19.650 |
| 2         | 28 Carola Dombeck (GDR)       | 9.60 | 9.90 | 9.750 | 9.90   | 9.85   | 9.90  | 19.650 |
| 4         | 73 Nadia Comăneci (ROM)       | 9.70 | 9.85 | 9.775 | 9.85   | 9.75   | 9.85  | 19.625 |
| 5         | 29 Gitta Escher (GDR)         | 9.70 | 9.80 | 9.750 | 9.80   | 9.25   | 9.80  | 19.550 |
| 6         | 49 Márta Egervári (HUN)       | 9.70 | 9.70 | 9.700 | 9.30   | 9.75   | 9.75  | 19.450 |

### Barr
| Placering | Idrottare                  | C     | O     | Kval   | Final | Totalt |
| --------- | -------------------------- | ----- | ----- | ------ | ----- | ------ |
| 1         | 73 Nadia Comăneci (ROM)    | 10.00 | 10.00 | 10.000 | 10.00 | 20.000 |
| 2         | 79 Teodora Ungureanu (ROM) | 9.90  | 9.90  | 9.900  | 9.90  | 19.800 |
| 3         | 49 Márta Egervári (HUN)    | 9.85  | 9.90  | 9.875  | 9.90  | 19.775 |
| 4         | 32 Marion Kische (GDR)     | 9.90  | 9.90  | 9.900  | 9.85  | 19.750 |
| 5         | 91 Olga Korbut (URS)       | 9.90  | 9.90  | 9.900  | 9.40  | 19.300 |
| 6         | 90 Nellie Kim (URS)        | 9.80  | 9.85  | 9.825  | 9.40  | 19.225 |

### Bom
| Placering | Idrottare                     | C    | O     | Kval  | Final | Totalt |
| --------- | ----------------------------- | ---- | ----- | ----- | ----- | ------ |
| 1         | 73 Nadia Comăneci (ROM)       | 9.90 | 10.00 | 9.950 | 10.00 | 19.950 |
| 2         | 91 Olga Korbut (URS)          | 9.80 | 9.85  | 9.825 | 9.90  | 19.725 |
| 3         | 79 Teodora Ungureanu (ROM)    | 9.75 | 9.85  | 9.800 | 9.90  | 19.700 |
| 4         | 93 Ludmilla Tourischeva (URS) | 9.40 | 9.85  | 9.625 | 9.85  | 19.475 |
| 5         | 31 Angelika Hellmann (GDR)    | 9.50 | 9.60  | 9.550 | 9.90  | 19.450 |
| 6         | 29 Gitta Escher (GDR)         | 9.50 | 9.65  | 9.575 | 9.70  | 19.275 |

### Fristående
| Placering | Idrottare                     | C    | O    | Kval  | Final | Totalt |
| --------- | ----------------------------- | ---- | ---- | ----- | ----- | ------ |
| 1         | 90 Nellie Kim (URS)           | 9.80 | 9.90 | 9.850 | 10.00 | 19.850 |
| 2         | 93 Ludmilla Tourischeva (URS) | 9.90 | 9.95 | 9.925 | 9.90  | 19.825 |
| 3         | 73 Nadia Comăneci (ROM)       | 9.75 | 9.85 | 9.800 | 9.95  | 19.750 |
| 4         | 84 Anna Polhudkova (TCH)      | 9.65 | 9.80 | 9.725 | 9.85  | 19.575 |
| 5         | 32 Marion Kische (GDR)        | 9.65 | 9.70 | 9.675 | 9.80  | 19.475 |
| 6         | 29 Gitta Escher (GDR)         | 9.70 | 9.70 | 9.700 | 9.75  | 19.450 |

## Slutlig ställning
| Placering | Lag             | Totalt  |
| --------- | --------------- | ------- |
|           | Sovjetunionen   | 390.350 |
|           | Rumänien        | 387.150 |
|           | Östtyskland     | 385.100 |
| 4         | Ungern          | 380.150 |
| 5         | Tjeckoslovakien | 378.250 |
| 6         | USA             | 375.050 |
| 7         | Västtyskland    | 373.500 |
| 8         | Japan           | 372.100 |
| 9         | Kanada          | 369.650 |
| 10        | Bulgarien       | 369.150 |
| 11        | Nederländerna   | 368.000 |
| 12        | Italien         | 365.100 |